# Лейманіс Олександр Оттович
Олександр Лейманіс (латис. Aleksandrs Leimanis; 17 вересня 1913, село Гаврилове, Смоленська губернія — 17 червня 1990) — радянський та латвійський кінорежисер. Народний артист Латвійської РСР.

## Біографія
Закінчив Державний інститут театрального мистецтва (1939), у різні роки працював у театрах Іркутська, Чебоксар, Семипалатинська, Омська.
Після приїзду до Латвії був режисером та головним режисером низки театрів Риги та Єлгави (1944—1953). Викладав на театральному факультеті Латвійської державної консерваторії ім. Я. Вітола, був керівником кафедри акторської майстерності (1971—1973).
З 1954 року режисер Ризької кіностудії. Майстер дубляжу, під його керівництвом перекладено латиською мовою понад п'ятдесят фільмів.
Був одружений із актрисою Латвійського академічного театру драми ім. А. Упіта Байбі Індріксоне (1932—2024).
Помер у Ризі, похований на Лісовому цвинтарі.

## Нагороди та почесні звання
1973 — Народний артист Латвійської РСР

## Фільмографія

### Режисер, автор сценарію
- 1964 — Армія «Плиски» — режисер
- 1965 — «Тобаго» змінює курс — режисер
- 1968 — Армія «Плиски» знову в бою — режисер
- 1970 — Слуги диявола — режисер, автор сценарію
- 1972 — Слуги диявола на чортовому млині — режисер
- 1973 — Олег і Айна — режисер
- 1975 — У лещатах чорного раку — режисер, автор сценарію
- 1978 — Відкрита країна — режисер, автор сценарію

### Актор
- 1972 — Слуги диявола на чортовому млині
- 1978 — Театр — епізод
- 1979 — Незавершена вечеря — Могенсен
- 1979 — Чекайте «Джона Графтона» — Бек
- 1985 — Дитинство Бембі — Карус
- 1986 — Юність Бембі — Карус